# Algarve Cup 2017
Algarve Cup 2017 var den 24. udgaven af fodboldturneringen for kvinder, Algarve Cup, som er en turnering for inviterede hold, der afholdes hvert år i Portugal. Den fandt sted fra 1 til 8. marts 2017. Spanien vandt turneringen, Kina vandt sølv og Danmark vandt bronze. Den danske landsholdsspiller Pernille Harder og japaneren Kumi Yokoyama blev topscorere med fire mål.

## Gruppespil

### Gruppe A
| Hold     | K | V | U | T | Mf | Mi | +/- | P |
| -------- | - | - | - | - | -- | -- | --- | - |
| Canada   | 3 | 2 | 1 | 0 | 3  | 1  | +2  | 7 |
| Danmark  | 3 | 2 | 0 | 1 | 12 | 2  | +10 | 6 |
| Rusland  | 3 | 1 | 0 | 2 | 3  | 8  | −5  | 3 |
| Portugal | 3 | 0 | 1 | 2 | 0  | 7  | −7  | 1 |

### Gruppe B
| Hold    | K | V | U | T | Mf | Mi | +/- | P |
| ------- | - | - | - | - | -- | -- | --- | - |
| Spanien | 3 | 2 | 1 | 0 | 5  | 1  | +4  | 7 |
| Japan   | 3 | 2 | 0 | 1 | 5  | 2  | +3  | 6 |
| Island  | 3 | 0 | 2 | 1 | 1  | 3  | −2  | 2 |
| Norge   | 3 | 0 | 1 | 2 | 1  | 6  | −5  | 1 |

### Gruppe C
| Hold       | K | V | U | T | Mf | Mi | +/- | P |
| ---------- | - | - | - | - | -- | -- | --- | - |
| Australien | 3 | 2 | 0 | 1 | 5  | 4  | +1  | 6 |
| Holland    | 3 | 2 | 0 | 1 | 4  | 3  | +1  | 6 |
| Sverige    | 3 | 1 | 1 | 1 | 1  | 1  | 0   | 4 |
| Kina       | 3 | 0 | 1 | 2 | 1  | 3  | −2  | 1 |

## Placeringskampe

### 11. plads
| 8. marts 2017 14:45 |

| Norge                      | 2–0     | Portugal |
| -------------------------- | ------- | -------- |
| - Isaksen 13' - Reiten 66' | Rapport |          |

| Bela Vista Municipal Stadium, Parchal Dommer: Fatou Thioune (Senegal) |

### 9. plads
| 8. marts 2017 18:30 |

| Island                 | 2–1     | Kina            |
| ---------------------- | ------- | --------------- |
| Sigurðardóttir 9', 47' | Rapport | Sha. Wang 36' · |

| Bela Vista Municipal Stadium, Parchal Dommer: Laura Fortunato (Argentina) |

### 7. plads
| 8. marts 2017 18:30 |

| Sverige                                    | 4–0     | Rusland |
| ------------------------------------------ | ------- | ------- |
| - Asllani 6', 35' - Fischer 9' - Rolfö 77' | Rapport |         |

| Albufeira Municipal Stadium, Albufeira Dommer: Riem Hussein (Tyskland) |

### 5. plads
| 8. marts 2017 14:45 |

| Japan                                   | 2–3     | Holland                                           |
| --------------------------------------- | ------- | ------------------------------------------------- |
| - Yokoyama 20' - Van den Bulk 77' (sm.) | Rapport | - Dekker 13' - Martens 19' - Utsugi 90+2' (sm.) · |

| Estádio Algarve Dommer: Anastasia Pustovoitova (Rusland) |

### 3. plads
| 8. marts 2017 14:45 |

| Australien                             | 1–1                      | Danmark                                    |
| -------------------------------------- | ------------------------ | ------------------------------------------ |
| K. Simon 36'                           | Rapport                  | Harder 80' ·                               |
|                                        | Straffesparkskonkurrence |                                            |
| - Kellond-Knight - Polkinghorne - Kerr | 1–4                      | - Røddik - Petersen - Larsen - Troelsgaard |

| Albufeira Municipal Stadium, Albufeira Dommer: Ekaterina Koroleva (USA) |

### Finalen
| 8. marts 2017 18:30 |

| Spanien    | 1–0     | Canada |
| ---------- | ------- | ------ |
| Ouahabi 5' | Rapport |        |

| Estádio Algarve Dommer: Yoshimi Yamashita (Japan) |

## Placeringer og priser
| Nr. | Hold       | Gr. | K | V | U | T | M+ | M- | MF  | Pt. |
| --- | ---------- | --- | - | - | - | - | -- | -- | --- | --- |
| 1   | Spanien    | B   | 4 | 3 | 1 | 0 | 6  | 1  | +4  | 10  |
| 2   | Canada     | A   | 4 | 2 | 1 | 1 | 3  | 2  | +1  | 7   |
| 3   | Danmark    | A   | 4 | 2 | 1 | 1 | 13 | 3  | +10 | 7   |
| 4   | Australien | C   | 4 | 2 | 1 | 1 | 6  | 5  | +1  | 7   |
| 5   | Holland    | C   | 4 | 3 | 0 | 1 | 7  | 5  | +2  | 9   |
| 6   | Japan      | B   | 4 | 2 | 0 | 2 | 7  | 5  | +2  | 6   |
| 7   | Sverige    | C   | 4 | 2 | 1 | 1 | 5  | 1  | +4  | 7   |
| 8   | Rusland    | A   | 4 | 1 | 0 | 3 | 3  | 12 | −9  | 3   |
| 9   | Island     | B   | 4 | 1 | 2 | 1 | 3  | 4  | −1  | 5   |
| 10  | Kina       | C   | 4 | 0 | 1 | 3 | 2  | 5  | −3  | 1   |
| 11  | Norge      | B   | 4 | 1 | 1 | 2 | 3  | 6  | −3  | 4   |
| 12  | Portugal   | A   | 4 | 0 | 1 | 3 | 0  | 9  | −9  | 1   |

| Turneringens bedste spiller | Hold    |
| --------------------------- | ------- |
| Irene Paredes               | Spanien |

| Fair play prisen |
| ---------------- |
| Japan            |

## Målscorere
4 mål
- Pernille Harder
- Kumi Yokoyama

3 mål
- Emily Gielnik

2 mål
- Christine Sinclair
- Wang Shanshan
- Sarah Hansen
- Stine Larsen
- Sanne Troelsgaard
- Málfríður Erna Sigurðardóttir
- Yui Hasegawa
- Olga García
- Kosovare Asllani

1 mål
- Ellie Carpenter
- Alanna Kennedy
- Kyah Simon
- Sophie Schmidt
- Line S. Jensen
- Nicoline Sørensen
- Katrine Veje
- Gunnhildur Yrsa Jónsdóttir
- Mandy van den Berg
- Anouk Dekker
- Renate Jansen
- Lieke Martens
- Vivianne Miedema
- Sherida Spitse
- Ada Hegerberg
- Ingvild Isaksen
- Guro Reiten
- Margarita Chernomyrdina
- Daria Makarenko
- Olesya Mashina
- Jennifer Hermoso
- Silvia Meseguer
- Leila Ouahabi
- Nilla Fischer
- Fridolina Rolfö
- Lotta Schelin

Selvmål
- Rumi Utsugi (i kampen mod Holland)
- Sheila van den Bulk (i kampen mod Japan)
- Maria Thorisdottir (i kampen mod Spanien)